# Birkhall
Birkhall est un manoir de l'Aberdeenshire en Écosse, situé sur les bords de la Muick, à 3 km au Sud-Ouest de la localité de Ballater. Elle forme la limite Est de la propriété de la famille royale britannique connue sous le nom de Royal Deeside s'étendant sur plus de 200 km2, appelé ainsi par le fait que le château de Balmoral qui se trouve à une dizaine de kilomètres du manoir, se trouve sur la rivière Dee, dont la Muick est un affluent.
Construit par le clan Gordon en 1715, Birkhall fut acheté durant la seconde moitié du XIXe siècle par le prince Albert de Saxe-Cobourg-Gotha, époux de la reine Victoria. Il fut l'une des résidences secondaires de la mère d'Élisabeth II, Elizabeth Bowes-Lyon, puis à la mort de celle-ci, en 2002, passa au prince héritier, Charles, duc de Rothesay, qui y passa sa lune de miel avec sa seconde épouse Camilla en 2005.  